# Sato Yusuke (1977)
Yusuke Sato (sinh ngày 2 tháng 11 năm 1977) là một cầu thủ bóng đá người Nhật Bản.

## Sự nghiệp câu lạc bộ
Yusuke Sato đã từng chơi cho Nagoya Grampus Eight, Vissel Kobe, Omiya Ardija, Montedio Yamagata, Cerezo Osaka, Shonan Bellmare, Tokyo Verdy và Tochigi SC.